# Kizoo Technology Ventures
Kizoo Technology Ventures ist ein auf Biotech-Startups im Bereich Longevity und Rejuvenation spezialisiertes Venture Capital-Unternehmen mit Sitz in Karlsruhe. Gründer und Inhaber ist der deutsche Internet-Unternehmer, Investor und Mäzen Michael Greve. Kizoo ist in mehrere Biotech-Startups in den USA, Großbritannien und der Schweiz investiert, die daran arbeiten, häufige altersbedingte Krankheiten wie Herzinfarkt, Schlaganfall, Bluthochdruck, Hautalterung und Verlust der Muskelfunktion zu verhindern oder zu beheben.
Am 5. Mai 2021 gab Michael Greve bekannt, dass er sein Investment via Kizoo um weitere 300 Millionen Euro aufstockt.

## Unternehmensgeschichte
Michael Greve gründete Kizoo Technology Ventures im Jahr 2007. Zunächst konzentrierte sich Kizoo als Frühphasen-Investor auf Start-ups im IT-Bereich, darunter die späteren Unicorns Babbel, Staffbase und Mambu.
Nach der Gründung seiner gemeinnützigen Forever Healthy Foundation im Jahr 2015 verlagerte Greve den Schwerpunkt von Kizoo auf den Biotech-Bereich, insbesondere auf Start-ups, die an der konkreten Umsetzung von Forschung in anwendbare Rejuvenation-Therapien für den Menschen arbeiten.
Kizoo Technology Ventures ist aktuell in 14 internationale Start-ups aus dem Biotech-Bereich investiert. Dazu gehören Elastrin Therapeutics Inc., Cellvie Inc., Revel Pharmaceuticals, Underdog Pharmaceuticals, Lift BioSciences, Maia Biotechnology, Turn Biotechnologies, Elevian, AgeX Therapeutics und Oisín Biotechnologies.